# Ніколо-Березовська сільська рада
Ні́коло-Бере́зовська сільська рада — муніципальне утворення у складі Краснокамського району Башкортостану, Росія. Адміністративний центр на єдиний населений пункт — село Ніколо-Березовка.

## Населення
Населення — 6089 осіб (2019, 6099 в 2010, 5981 в 2002).